# Mulattin van Moret
De Mulattin van Moret, Louise-Marie-Thérèse (1664-1732) was een benedictijner non van het benedictinessenklooster van Moret-sur-Loing. Men noemde haar de 'Mauresse de Moret', 'Négresse de Moret' of 'Mulâtre de Moret', een portret van haar wordt in de Bibliothèque Sainte Geneviève bewaard. Niet minder dan vijf beroemde commentatoren wijdden pagina's aan haar; ze wordt vermeld in de memoires van Anne Marie Louise van Orléans, Madame de Montespan, de hertog van Saint-Simon, Voltaire en kardinaal Dubois.

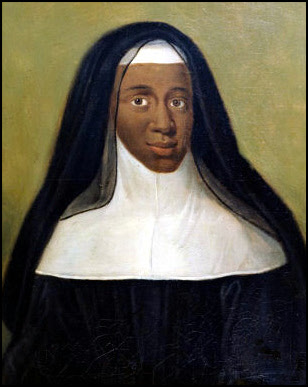
Portret in de Bibliotheek Sainte Geneviève

Kort na de dood van de Franse koningin Maria Theresia, echtgenote van Lodewijk XIV, deed een verhaal de ronde dat de koningin een mulattenmeisje zou gebaard hebben. Het zou om deze non gaan. Zij ontving een ruim pensioen van 300 pond uit de schatkist. De koningin, en later ook Madame de Maintenon kwamen het klooster regelmatig bezoeken, zonder speciaal aan haar aandacht te besteden (Saint-Simon). De non scheen overtuigd te zijn van haar hoge afkomst. 
De koningin zelf was een vrome vrouw en van haar is niet de minste misstap bekend. Het zou overigens heel moeilijk geweest zijn aan het hof, waar ze nooit alleen was, zwanger te geraken van iemand anders dan de koning, en ook in het geheim bevallen was schier onmogelijk. Dat maakt de versie van de non over haar afkomst op het eerste gezicht weinig waarschijnlijk, hoewel het onderwerp destijds druk besproken werd aan het hof en daarbuiten. Er wordt weleens geopperd dat het meisje wel degelijk een dochter was van het koninklijk paar, maar door een afwijking als cyanose een donkere huid had. Ze zou dan, wellicht om schandaal te voorkomen, niet opgevoed zijn aan het hof, maar verwisseld zijn met een andere baby. Daarbij wordt verwezen naar het prinsesje Marie-Anne, geboren op 16 november 1664, en korte tijd later overleden. 
Er zijn evenveel verklaringen als er auteurs zijn. De meest eenvoudige en voor de hand liggende, namelijk dat het meisje het verhaal gewoon had verzonnen na enige vriendelijke attenties van het hof, wordt door alle auteurs zorgvuldig vermeden - hoe minder men wist, des te meer men vertelde.
Het verhaal, dat mettertijd aanzwelt tot buitensporige proporties, is vergelijkbaar met bijvoorbeeld de "man met het ijzeren masker" dat overigens ook door Voltaire aangedikt werd.
Net zoals het ijzeren masker werd het raadsel tot een aantal romans verwerkt, met nog enige geromantiseerde toevoegingen.
Jean-Frédéric Phélypeaux, minister van Marine, noemt het verhaal een fabel:
La Roche, conciërge van de dierentuin (van het paleis), had in die tijd een Moor en een Moorin. Deze Moorin beviel van een dochter en omdat de vader en moeder erg arm waren, spraken ze erover met Madame de Maintenon. Deze had medelijden en bekommerde zich erom. Ze plaatste haar in het klooster van Moret met veel aanbevelingen; dat is de oorsprong van de verzonnen fabel.